# Mesterházi Márton
Mesterházi Márton (Budapest, 1941. július 7. – 2022. március 15.) műfordító, szerkesztő, irodalomtörténész, dramaturg, egyetemi tanár. Az irodalomtudományok kandidátusa (1987).

## Életpályája
1959-ben végzett a Vörösmarty Mihály Gimnáziumban. 1959–1964 között az Eötvös Loránd Tudományegyetem Bölcsészettudományi Kar (ELTE–BTK) Angol–Amerikai Intézet magyar-angol-francia szakos hallgatója volt. Doktori disszertációját Shelley-ről írta (1965), kandidátusi értekezését O’Casey-ről (1987). 1964–2004 között a Magyar Rádió dramaturgja volt. 1970 óta jelentek meg tanulmányai és fordításai. 1975–1984 között a Világszínház 135 adásának létrehozásában vett részt. 1996–2003 között ír drámatörténetet tanított az ELTE BTK-n. 1997–2005 között a műfordítói szemináriumot vezetett a Debreceni Egyetemen. 2007-ben nyugdíjba vonult.
Arnold Toynbee, Ian McEwan, John Arden, Christopher Hampton, Arthur Kopit, Wole Soyinka, David Hare, Brian Friel, Tom Murphy, Sebastian Barry műveit fordította. Kutatási területe a modern dráma és az ír groteszk.

## Családja
Szülei: Mesterházi Lajos (1916–1979) író és Ditróy Zsófia voltak. 1962-ben házasságot kötött Pécsvári Ágnessel. Két gyermekük született: Mesterházi Mónika (1967-) műfordító és Mesterházi Gábor (1968-) szerkesztő, zenekritikus.

## Főbb művei
- Mesterházi Márton–Ujházy László: A térhatású rádiózás; bev. Zentai János, Heckenast Gábor; s.n., Bp., 1975 (A Tömegkommunikációs Kutatóközpont szakkönyvtára)
- A BBC rádiószínháza (1978)
- Sean O`Casey világa (1983)
- Mesterházi Lajos: Visszaemlékezések (szöveggond. Mesterházi Miklóssal, 1984)
- Sean O`Casey Magyarországon (1993)
- Ír ember színpadon (2006)

## Műfordításai
- Arnold Toynbee: Válogatott tanulmányok (tanulmányok, 1971)
- John Arden: Drámák (drmák, 1979)
- Ian McEwan: Idegenben (kisregény, 1984)
- John Millington Synge: Drámák (drámák, 1986)
- David Hare: Vissza a fegyverekhez (1989)
- Brian Friel: Helynevek; Indulatmondat (1990)
- Sebastian Barry: Sherkin-szigeti imádságok (2003)
- William Butler Yeats: A csontok álmodása (2004)
- Rudyard Kipling: Aki király akart lenni (2010)

## Rádiójátékai

### Rendezőként[7]
- Bankett Blitvában (1982)
- Borisz Godunov (1989)
- Zuhanás (1990)

### Szerzőként[8]
- A görög-perzsa háború (2006)
- A kán könyve (2007)
- Árvízi mesék (2009)
- Az első találkozás (1979)
- Köszönöm a beszélgetést (1978)

## Díjai
- Szocialista kultúráért (1976)
- Cserés Miklós-díj (1994)
- Új Magyar Hangjáték Díj (1997, 1998)